# Воробйов Генадій Петрович
Генадій Петрович Воробйов (нар. 25 червня 1961 — 11 лютого 2017) — український військовик. Генерал-полковник. Кандидат історичних наук. З 18 листопада 2009 року по 17 січня 2014 року — Командувач Сухопутних військ Збройних сил України. З 16 лютого 2014 року перший заступник начальника Генерального штабу ЗС України. З 21 травня 2016 — т.в.о. начальника та начальник Національного університету оборони України.

## Біографія
Народився 25 червня 1961 року в місті Ахалкалакі Грузинської РСР. 1982 року закінчив Київське вище загальновійськове командне училище ім. М. Фрунзе.
Офіцерську службу розпочав командиром мотострілецького взводу в Забайкальському військовому окрузі.
З 1984 до 1990 рік службу проходив на посадах командира розвідувального взводу, командира мотострілецької роти, начальника штабу — заступника командира мотострілецького батальйону у військових частинах Забайкальського військового округу та Групи радянських військ у Німеччині.
1993 року закінчив Військову академію ім. М. Фрунзе.
З 1993 службу проходив на посадах начальника штабу — заступника командира мотострілецького полку, командира 17-го полку 6-ї механізованої дивізії НГУ, командира 24-ї механізованої бригади.
З 1998 року по 2002 проходив службу на посаді командира 128-ї механізованої дивізії Прикарпатського військового округу та Західного оперативного командування Сухопутних військ ЗС України.
У 2002—2003 роках — начальник штабу — перший заступник командувача 38-го армійського корпусу Західного оперативного командування Сухопутних військ ЗСУ.
2004 року закінчив факультет підготовки фахівців оперативно-стратегічного рівня Національної академії оборони України.
З 2004 по 2006 рік — командир 13-го армійського корпусу Західного оперативного командування Сухопутних військ ЗСУ, генерал-лейтенант (24 серпня 2005).
З травня 2006 по листопад 2009 року — перший заступник начальника Генерального штабу Збройних сил України, генерал-полковник (21 серпня 2007).
З 18 листопада 2009 року по 17 січня 2014 року — командувач Сухопутних військ Збройних сил України.
У 2014 році призначений першим заступником начальника Генерального штабу ЗС України.
Захистив дисертацію на тему «Створення та розвиток Сухопутних військ Збройних сил України (1991—2005 рр.)» та здобув науковий ступінь кандидата історичних наук.
З 12 вересня 2014-го — в. о. командувача військами АТО на час слідчих дій щодо генерала Муженка стосовно обставин «Іловайського котла».
Був звільнений 2014 року згідно Закону України «Про очищення влади» (люстрація). 28 січня 2015 відновлений на посаді першого заступника начальника Генерального штабу ЗСУ Президентом України згідно з поправками до закону, внесеними Верховною Радою 27 січня.
З 21 травня по 29 серпня 2016 року — т.в.о. керівника Національного університету оборони України імені Івана Черняховського. 30 серпня 2016 року Наказом Міністерства оборони України призначений начальником Національного університету оборони України імені Івана Черняховського.
Раптово помер 11 лютого 2017 року.

Могила Геннадія Воробйова

Прощання з генералом Воробйовим проходило 14 лютого в центральному корпусі Національного університету оборони ім. Івана Черняховського. Панахида відбулася у Володимирському соборі. Похований на Байковому кладовищі (ділянка № 30).

## Нагороди та відзнаки
- Орден Богдана Хмельницького I ст. (14 лютого 2017, посмертно) — за визначні особисті заслуги у зміцненні обороноздатності та безпеки Української держави, самовіддане служіння народові України, зразкове і бездоганне виконання військового обов'язку[8][9]
- Орден Богдана Хмельницького II ст. (24 серпня 2012) — за вагомий особистий внесок у захист державного суверенітету, забезпечення конституційних прав і свобод громадян, зміцнення економічної безпеки держави, зразкове виконання службового обов'язку та з нагоди 21-ї річниці незалежності України[10]
- Орден Богдана Хмельницького III ст. (20 серпня 2008) — за вагомий особистий внесок у зміцнення обороноздатності і безпеки Української держави, бездоганне виконання військового і службового обов'язку, високий професіоналізм[11]
- Орден «За мужність» III ст. (20 серпня 2001) — за вагомий особистий внесок у забезпечення обороноздатності України, зразкове виконання військового обов'язку та з нагоди 10-ї річниці незалежності України[12]
- Медаль «За бездоганну службу» III ст. (4 грудня 1996) — за бездоганну службу, досягнення високих показників у бойовій підготовці та професійній майстерності[13]
- Нагороджений багатьма медалями та відзнаками Міністерства оборони України та інших силових структур держави.
- 29 серпня 2019 року на засіданні сесії Білоцерківської міської ради VII скликання депутати прийняли рішення про присвоєння звання Почесний громадянин міста Біла Церква генерал-полковнику Геннадію Воробйову (посмертно) [14].

## Вшанування пам'яті
29 липня 2017 року депутати білоцерківської міської ради затвердили рішення щодо присвоєння Білоцерківській загальноосвітній школі І-ІІІ ступенів №7 імені генерала Геннадія Воробйова.
1 вересня 2017 року у Білоцерківській загальноосвітньої школи І-ІІІ ступенів № 7 Білоцерківської міської ради Київської області імені генерала-полковника Геннадія Воробйова відбулося урочисте відкриття меморіальної дошки генералу-полковнику Геннадію Воробйову, який навчався в цій школі протягом 1970-1978 років.
У грудні 2018 року рішенням Київської міської ради вулицю Курську у Солом'янському районі міста Києва перейменовано на вулицю Генерала Генадія Воробйова.
24 серпня 2021 року 101 окремій бригаді охорони Генерального штабу Збройних Сил України присвоєно ім’я генерал-полковника Генадія Воробйова.
28 липня 2022 року у місті Біла Церква вулицю Офіцерську перейменували на вулицю Генерала Воробйова.